# Koog aan de Zaan
Koog aan de Zaan és un poble de la província neerlandesa de Holanda del Nord. Forma part del municipi de Zaandam i es troba a 11 km d'Amsterdam. L'1 de gener del 2019 tenia 11.260 habitants.
Va ser un municipi propi fins al 1974, quan es va crear el municipi de Zaandam.